# Fritz-Walter-Stadion
O Fritz-Walter-Stadion é um estádio de futebol da cidade de Kaiserslautern, na Alemanha. É a sede do 1. FC Kaiserslautern, time alemão que disputa a 2.Bundesliga (segunda divisão do Campeonato Alemão).
Inaugurado em 1920 sobre a montanha Betzenberg (ponto mais alto da cidade), passou por uma renovação entre 2002 e 2003, com um novo sistema de iluminação e de imprensa, além do aumento da capacidade para 48.500 lugares.
O estádio recebeu o nome de Fritz Walter, capitão da Alemanha Ocidental no título da Copa do Mundo de 1954 sobre a Hungria e ídolo do 1. FC Kaiserslautern.
Recebeu cinco partidas da Copa do Mundo de 2006, quatro jogos da primeira fase e uma partida das Oitavas de Final.

## Jogos da Copa do Mundo de 2006
| Data        | Equipe #1      | Placar | Equipe #2         | Grupo            |
| ----------- | -------------- | ------ | ----------------- | ---------------- |
| 12 de junho | Austrália      | 3 – 1  | Japão             | Grupo F          |
| 17 de junho | Itália         | 1 – 1  | Estados Unidos    | Grupo E          |
| 20 de junho | Paraguai       | 2 – 0  | Trinidad e Tobago | Grupo B          |
| 23 de junho | Arábia Saudita | 0 – 1  | Espanha           | Grupo H          |
| 26 de junho | Itália         | 1 – 0  | Austrália         | Oitavas-de-final |